# Емигранти (филм)
Емигранти је југословенски видео филм из 2002. године. Режирао га је Мирослав Бенка који је написао и сценарио по делу Славомира Мрожека.

## Улоге
| Глумац         | Улога |
| -------------- | ----- |
| Иван Ђорђевић  |       |
| Павле Петровић |       |